# Irina Pozdejeva
Irina Pozdejeva (* 20. Jahrhundert) ist eine litauische Fußballschiedsrichterassistentin.

## Werdegang
Pozdejeva leitet Spiele im litauischen Vereinsfußball der Damen und der Herren, unter anderem auch in der höchsten litauischen Herrenliga A lyga.
Seit 2017 steht Pozdejeva als Schiedsrichterassistentin auf der Liste der FIFA-Schiedsrichter und ist an der Spielleitung internationaler Fußballspiele beteiligt, unter anderem in der Women’s Champions League und der Women’s Nations League.
Pozdejeva war unter anderem Schiedsrichterassistentin in der europäischen WM-Qualifikation für die Weltmeisterschaften 2019 und 2023, in der EM-Qualifikation für die Europameisterschaften 2022 und 2025 sowie bei diversen Qualifikations- und Freundschaftsspielen.
Im April 2025 wurde Pozdejeva gemeinsam mit Anita Vad als Assistentin von Katalin Kulcsár für die Europameisterschaft 2025 in der Schweiz nominiert.